# My Cherie Amour (album)
My Cherie Amour è un album di Stevie Wonder, pubblicato dalla Motown nel 1969.

## Tracce
1. My Cherie Amour (Henry Cosby, Sylvia Moy, Wonder) – 2:54
2. Hello, Young Lovers (Oscar Hammerstein, Richard Rodgers) – 3:05
3. At Last (Mack Gordon, Harry Warren) – 2:51
4. Light My Fire (Densmore, Kreiger, Manzarek, Morrison) – 3:25
5. The Shadow of Your Smile (Johnny Mandel, Paul Francis Webster) – 2:41
6. You and Me (Cosby) – 2:45
7. Pearl – 2:42
8. Somebody Knows, Somebody Cares – 2:33
9. Yester-Me, Yester-You, Yesterday (Ron Miller, Bryan Wells) 2– :57
10. Angie Girl (Wonder) – 2:56
11. Give Your Love (Cosby) – 3:15
12. I've Got You – 2:35